# پسته چینی
 پسته چینی(نام علمی: Pistacia chinensis) نام یک گونه از تیره پسته‌ایان است.